# Acropimpla emmiltosa
Acropimpla emmiltosa là một loài tò vò trong họ Ichneumonidae.